# Handelsschool
De Handelsschool was een schooltype in het Nederlands onderwijsstelsel, zoals dat bestond na de Onderwijswet van 1857 (eigenlijk de Hoger-onderwijswetten van 1863 en 1876) en vóór de Mammoetwet van 1968. De middelbare handelsschool was een voorloper van zowel de HBS-a als de MEAO.

## Middelbare handelsscholen en MEAO
Naast de in 1863 ingevoerde HBS werd al spoedig behoefte gevoeld aan beroepsgericht onderwijs tot vorming van kooplieden, waarin het onderwijs specifiek gericht was op de voor de handel vereiste kundigheden. In 1867 werd te Amsterdam een handelsschool gesticht, de Eerste Openbare Handelsschool, die na enige tijd werd omgezet in een driejarige HBS gevolgd door een tweejarige handelsopleiding. Naar het voorbeeld van deze school ontstonden ook in andere steden zulke middelbare handelsdagscholen, al dan niet met een HBS-onderbouw. In veel plaatsen kwamen er ook handelsavondcursussen. Zowel de oprichting van dag- als avondscholen werd gestimuleerd door de in 1899 opgerichte Nationale Vereniging voor Handelsonderwijs. In sommige gevallen werden bestaande MULO-scholen omgezet in middelbare handelsdagscholen. In 1920 waren er 55 dag- en 132 avondscholen. Daarna ging het bergafwaarts, onder meer door concurrentie van de HBS, waar eveneens economische vakken op het lesrooster stonden. In 1935 waren er nog maar 41 handeldagscholen, in 1940 nog 17, en in 1967 nog maar 10. Na het van kracht worden van de Mammoetwet in 1968, werden de overgebleven middelbare handelsscholen omgezet in MEAO's.

## Hogescholen
Een wijziging van de Hoger-onderwijswet in 1905 maakte de oprichting van een Hogere handelsschool mogelijk, de voorloper van de latere  Economische hogescholen.  In 1913 werd te Rotterdam de Nederlandsche Handels-Hoogeschool (NHH) gesticht, nadien  Nederlandsche Economische Hoogeschool (1939), die in 1973 zou opgaan in de Erasmus Universiteit Rotterdam. In 1927 werd te Tilburg de Roomsch Katholieke Handelshoogeschool opgericht, later Katholieke Economische Hogeschool (1936) resp. Katholieke Hogeschool Tilburg (KHT, 1963) geheten, thans voortgezet in de Tilburg University.
 
Deze opleidingen behoorden niet aanstonds tot het Wetenschappelijk onderwijs. De diploma's van de NHH werden pas in 1939 wettelijk erkend, in  verband waarmee ook de naam van de hogeschool werd gewijzigd in Nederlandsche Economische Hoogeschool (NEH). Aan de Universiteit van Amsterdam was in 1922 al een Faculteit voor Handelswetenschappen gevestigd.

## HES en HEAO
In Amsterdam en Rotterdam was al vroeg als vorm van hoger beroepsonderwijs een Hogeschool voor Economische Studies (HES) gevestigd. In Amsterdam maakt deze HES Amsterdam thans deel uit van de Hogeschool van Amsterdam. In Rotterdam vindt zij voortzetting in de Hogeschool Rotterdam en de HES Rotterdam Business School.
Na de Mammoetwet vormden deze en dergelijke scholen elders het Hoger Economisch en Administratief Onderwijs of heao. Dit type omvatte hogere beroepsopleidingen op het gebied van handel en economie, zoals boekhouden, verzekeringswezen, bedrijfsbeheer, (directie-)secretariaat, enz. Vaak lagen de opleidingen in het verlengde van middelbare opleiding (meao). De scholen met zo'n afdeling behoren sedert de invoering van de bachelor-masterstructuur tot het hbo.